# Vhils

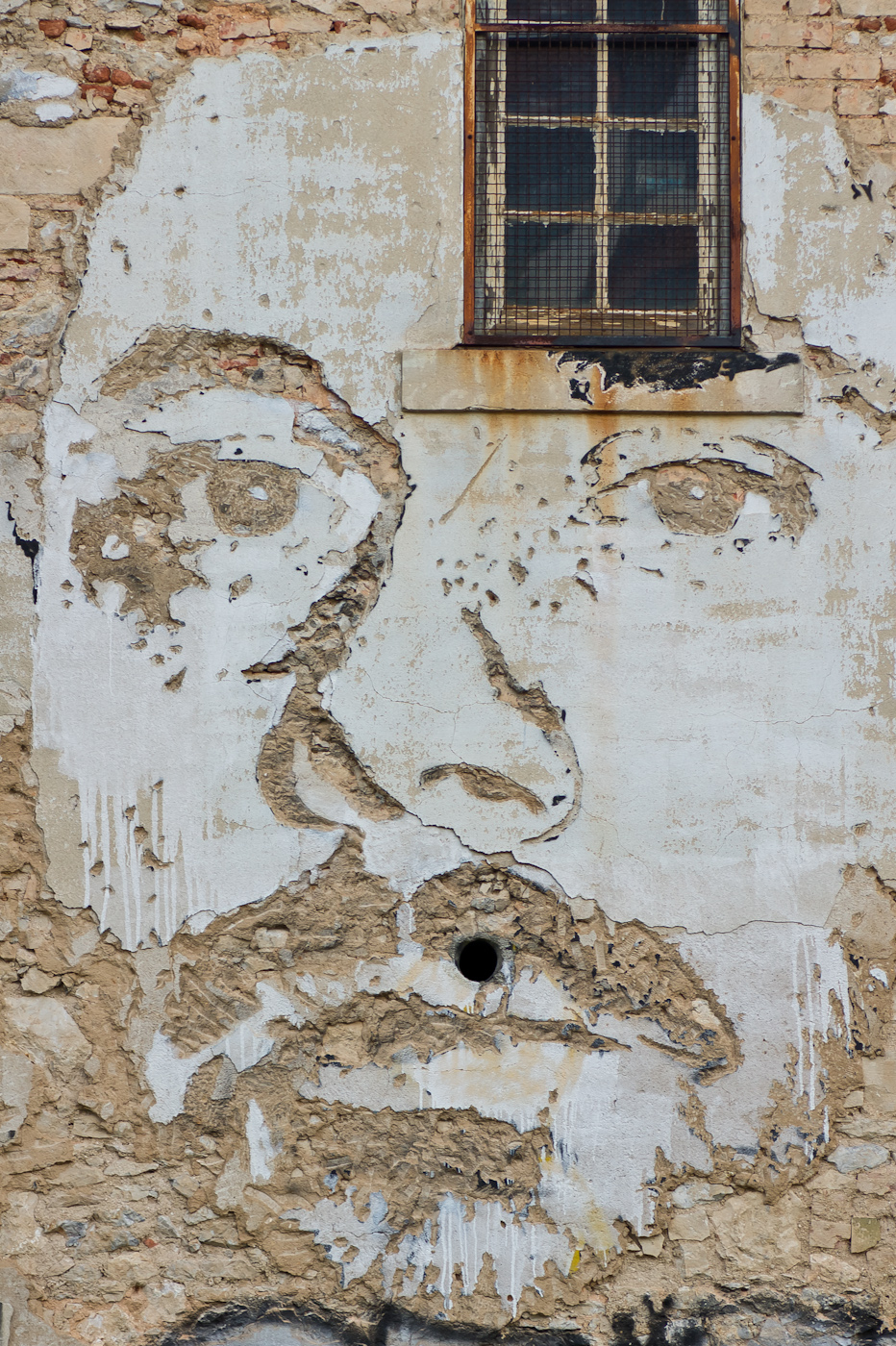
Автопортрет Вілса (Лісабон2011)

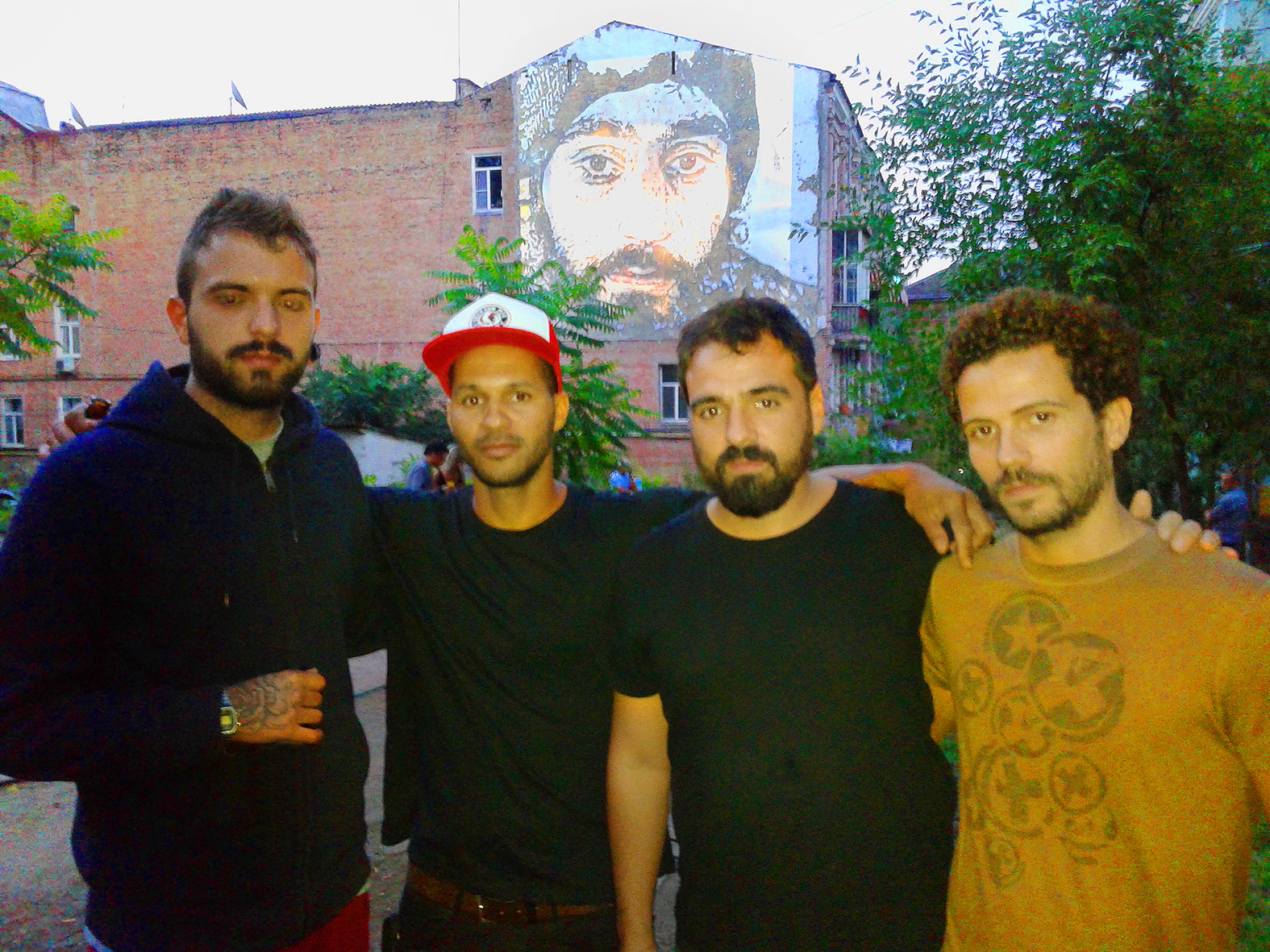
Алешандре Фарту (другий справа) зі своєю командою, сквер Небесної Сотні (Київ)

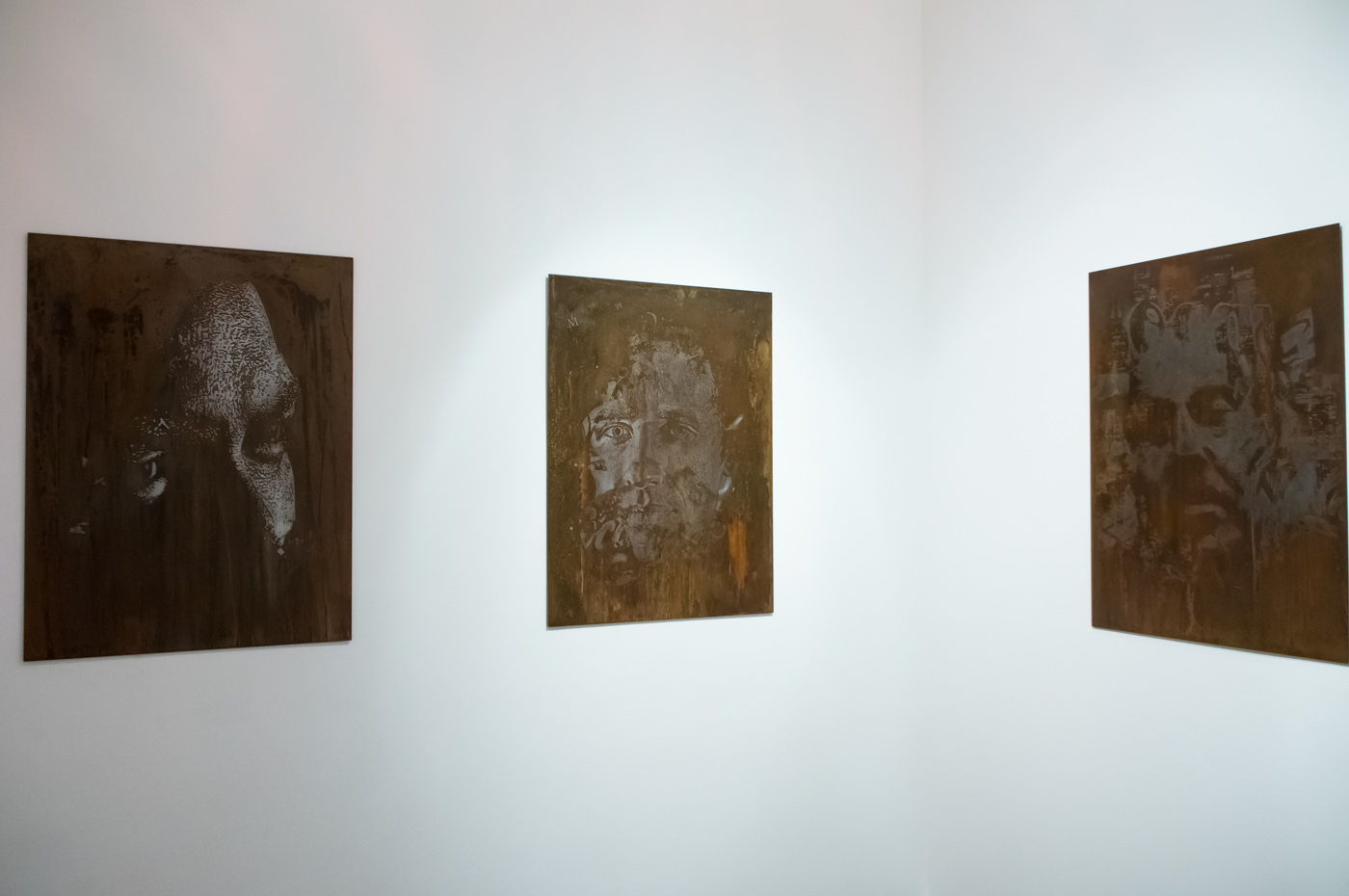
Виставлені роботи Vhils (діорама 2012)

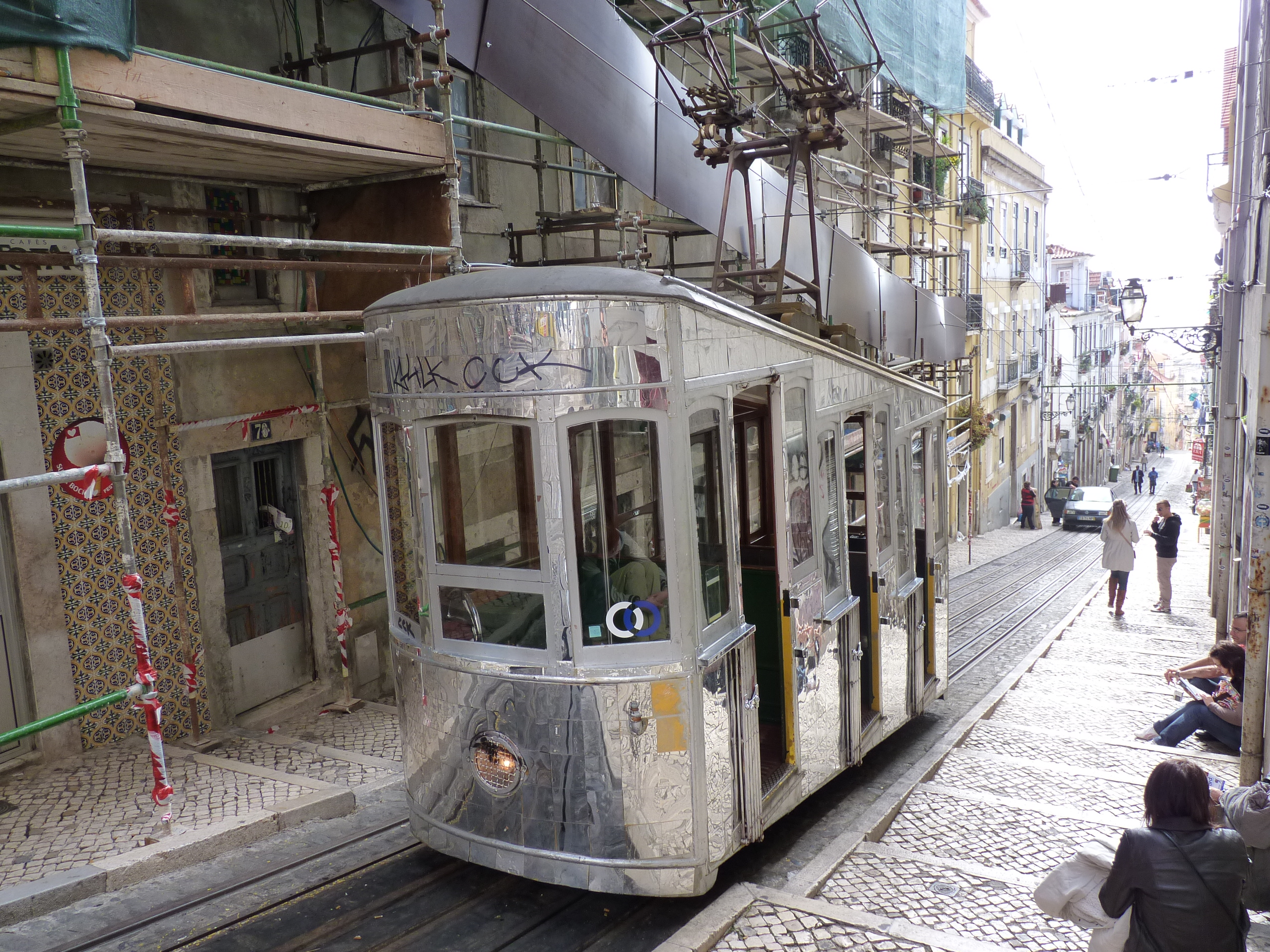
Автомобіль Elevador da Bica, розроблений Vhils (2010)

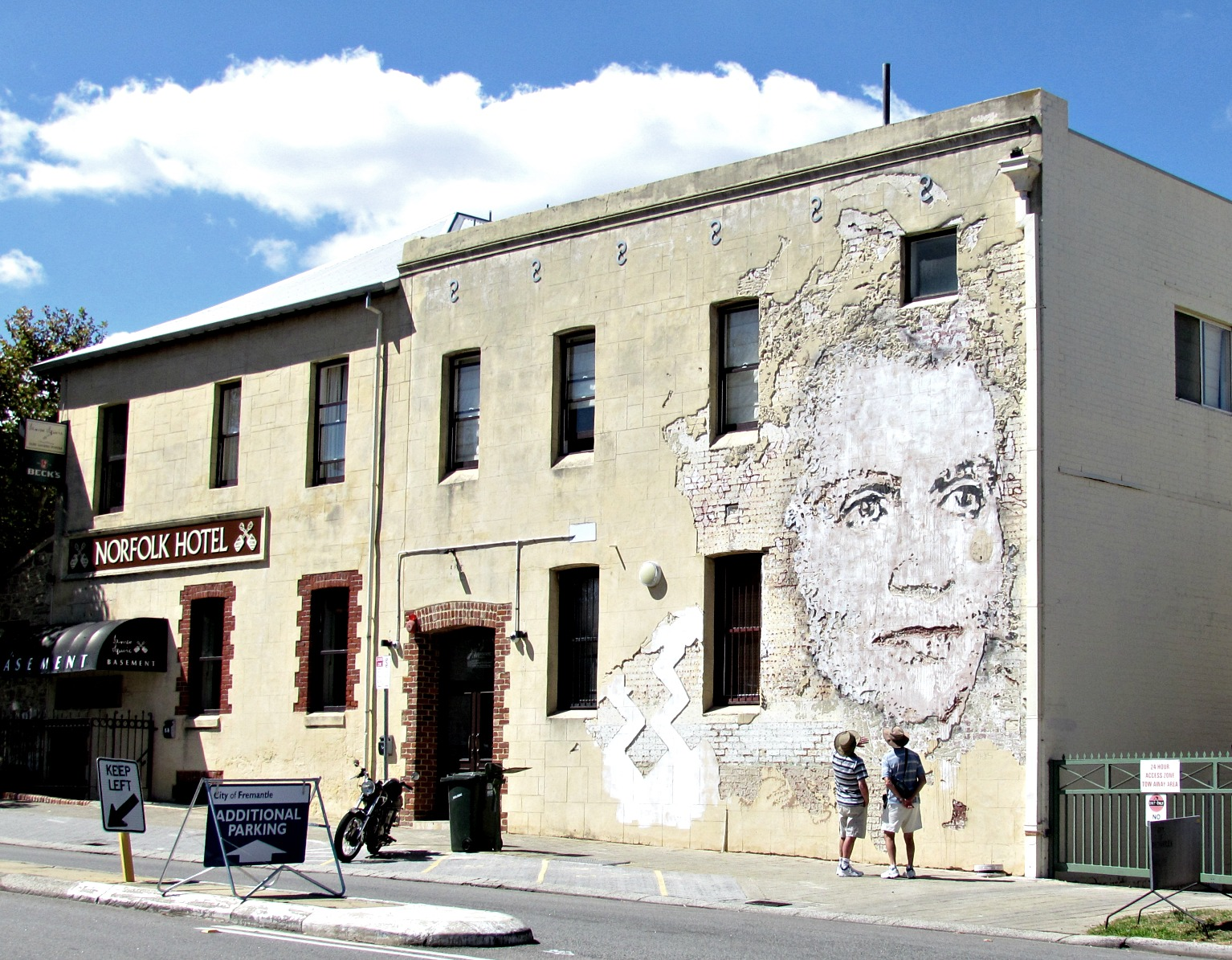
Мистецтво Vhils у готелі Norfolk у Фрімантлі, Австралія (фестиваль вуличних мистецтв, 2013)

Vhils — псевдонім Александра Мануеля Діаша Фарту (* 1 січня 1987 року в Лісабон)

## Життєпис
Вілс виріс у промисловому передмісті Сейшала. Навчався у Школі мистецтв Байама Шоу у Лондоні.

## Творчість
Він почав малювати графіті у тринадцять років. Щоб мати можливість охопити своїм мистецтвом широкі верстви населення, він відмовився від методів графіті і зайнявся вуличним мистецтвом. Він почав вирізати візерунки та мотиви на рекламних щитах де була незліченна кількість нашарувань плакатів, які щоразу призводять до абсолютно нового, випадкового візерунка, коли художник редагує їх. Попередником цих творів мистецтва є деколаж із Франції.
Іншою технікою, яку він використовував, було вибивання портретів на стінах будинку. Тут Вілс вирізає та фрезерує мотиви зі стіни
Художник здобув популярність, коли його робота із зображенням обличчя, вирізаного на стіні, з'явилася поруч із картиною вуличного художника Бенксі на фестивалі Cans Festival у Лондоні у 2008. Фотографія, на якій він створює роботу, з'явилася на першій шпальті The Times. Пізніше агент Бенксі Стів Лазарідес надав йому місце для демонстрації своїх робіт. Кілька його робіт було опубліковано 2008 року. Він також представлений Вірою Кортес та галереєю Магди Даніш. Під час фестивалю мистецтв Фрімантл-стріт у 2013 році готель Norfolk був оздоблений оригінальним зображенням першої австралійської жінки-сенатора. Образ жінки Дороті Тангні DBE створили Вілсом та її помічниками. Luxembourg Freeport, сховище творів мистецтва, відкрите у 2014 році, включає велику фреску Вілса, вигравіювану на одній з бетонних стін атріуму.
Його роботи можна побачити на вулицях різних країн, а також на численних виставках по всьому світу, наприклад в Лондоні або в Національному театрі Марії II в Лісабоні. Він спроєктував стіну на Venloer Strasse (Кельн) на запрошення Cologne Cityleaks Festival 2015. У Берліні, в районі Шенеберг, він намалював пожежну стіну з обличчям Свена Марквардта. Його роботи також можна побачити в музичних відео, наприклад, з португальським соул/тріп-хоп гуртом Orelha.

## Визнання
10 червня 2015 року президент Кавако Сілва нагородив Вілса Лицарським хрестом ордена Святого Якова Меча.